# Brighton Dome

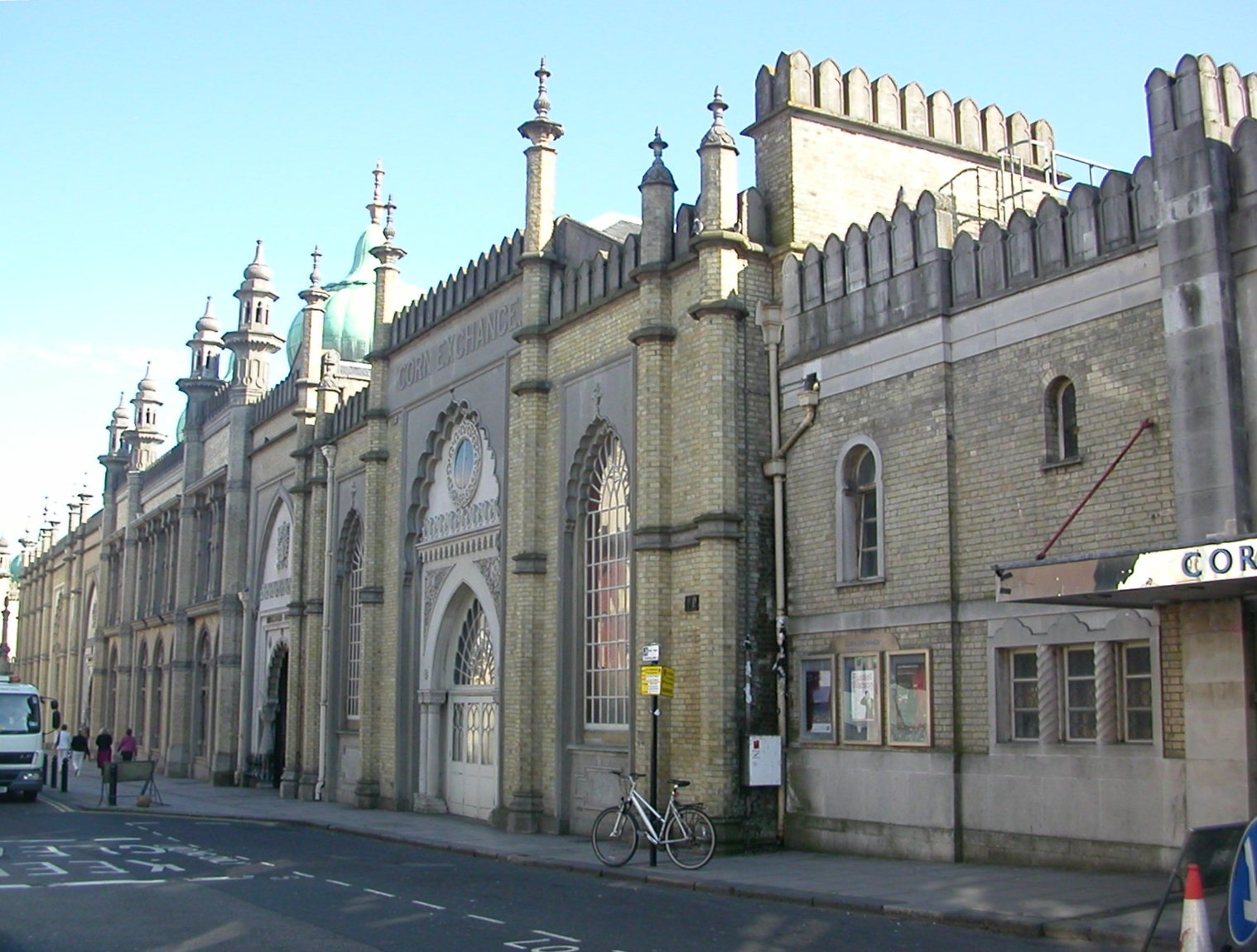
Eingang zur "Corn Exchange"

Der Brighton Dome ist ein Veranstaltungszentrum im englischen Brighton. Er besitzt eine große, bestuhlte Konzerthalle (Concert Hall), eine unbestuhlte Halle (Corn Exchange) und ein kleines Theater (Pavilion Theatre).
Die Gebäude wurden ursprünglich 1805 für den Prinzregenten, den späteren König Georg IV. als Pferdeställe mit Reitschule und Getreidekammer fertiggestellt. Der Architekt William Porden gestaltete das Ensemble in einem indo-islamischen Stil. Besonders auffällig war die 19 Meter hohe Glaskuppel die die Haupthalle krönte. Um 1860 wurde dieser Stall in einen Konzertsaal umgewandelt, 1870 baute man eine Pfeifenorgel aus der Werkstatt von Henry Willis & Sons ein. Die Räume dienen heute als Konzertort jeglicher Musikrichtung, jede Woche finden im Dome Veranstaltungen statt. Der Sieg der Gruppe ABBA beim Eurovision Song Contest 1974 im Brighton Dome gilt als eine der Sternstunden jenes Wettbewerbes.